# Краснознаменка (Хабаровський район)
Краснозна́менка (рос. Краснознаменка) — село у складі Хабаровського району Хабаровського краю, Росія. Входить до складу Анастасьєвського сільського поселення.

## Населення
Населення — 45 осіб (2010; 51 у 2002).
Національний склад (станом на 2002 рік):
- росіяни — 82 %